# Dehmse
Koordinaten: 52° 49′ 48″ N, 8° 33′ 14″ O
Die Dehmse ist ein Waldgebiet, das zur Stadt Twistringen im niedersächsischen Landkreis Diepholz gehört.

## Lage
Das Waldgebiet Dehmse liegt im nördlichen Stadtgebiet von Twistringen, 1 km westlich des Twistringer Ortsteils Köbbinghausen, an der Grenze zur Samtgemeinde Harpstedt. Es hat eine Ausdehnung in Ost-West-Richtung von ca. 3,5 km und in Nord-Süd-Richtung von ca. 1,5 km. Seit 1970 ist es Landschaftsschutzgebiet (LSG). Es umfasst Landschaftsteile („Flurstücke“) in den damals (1970) noch selbstständigen Gemeinden Winkelsett, Beckeln, Colnrade, Natenstedt, Altenmarhorst, Abbenhausen und Twistringen im damaligen Landkreis Grafschaft Hoya. Das Waldgebiet ist Teil des Naturparks Wildeshauser Geest.
Durch das Waldgebiet fließt die Katenbäke, die östlich vom Stadtgebiet Wildeshausen rechtsseitig in die Hunte mündet.

## Bedeutung
Neben seiner Bedeutung für die Forstwirtschaft und für die Naherholung ist die Dehmse Namensgeber für einen regionalen Heimatverein, nämlich den „Heimatbund zwischen Dehmse und Hunte“, der seinen Sitz in Colnrade hat.
In den 1950er-Jahren gab es die Zeitungsbeilage „Heimat zwischen Dehmse und Hunte“. Sie enthielt regionalkundliche Beiträge.
Das Waldgebiet ist seit 1970 als Landschaftsschutzgebiet unter der Nummer OL 00060 ausgewiesen (siehe Liste der Landschaftsschutzgebiete im Landkreis Diepholz).
Die Dehmse ist Ort der Handlung in der Sage Die Schlangen in der Dehmse.